# Ghiacciaio Butamya
Il ghiacciaio Butamya (in inglese Butamya Glacier) (65°36′00″S 64°00′00″W) è un ghiacciaio lungo 6,9 km e largo 2,5, situato sulla costa di Graham, nella parte occidentale della Terra di Graham, in Antartide. In particolare, il ghiacciaio si trova sulla penisola di Barison, a nord-ovest del ghiacciaio Talev e a nord-nordest del ghiacciaio Chernomen, e fluisce da qui fino alla baia di Beascochea.

## Storia
Il ghiacciaio Butamya è stato così battezzato dalla Commissione bulgara per i toponimi antartici in onore di Butamya, una località costiera della Bulgarie sud-orientale.